# Dominique Aubier
Pour les articles homonymes, voir Aubier (homonymie).
Dominique Aubier, née Marie-Louise Labiste à Cuers le 7 mai 1922, morte le 2 décembre 2014 à Damville, est une femme de lettres et essayiste française. Ancienne résistante[réf. à confirmer], dans les années 1950 elle écrit six romans et des essais sur l'Espagne et la tauromachie. En 1966 paraît Don Quichotte prophète d'Israël, où elle défend une interprétation ésotérique du Quichotte, qui en fait un livre codé fondé sur la kabbale. Cette interprétation « très extrême » selon l'expression de Ruth Fine, professeur à l'université hébraïque de Jérusalem, n’a pas été reprise par les spécialistes de l’œuvre de Cervantes.

## Premières œuvres
Au début des années 1950, Dominique Aubier publie six romans aux éditions du Seuil, dont Vive ce qu'on raconte (1954). Josane Duranteau pense que dans ceux-ci :  « se lisaient déjà des signes précurseurs de ce qui devait (dix ans plus tard) faire éclater le roman ». Aubier s'intéresse également à la tauromachie, dont elle présente une approche ethnographique dans deux ouvrages publiés par Robert Delpire, en collaboration avec les photographes Inge Morath (Agence Magnum) et Brassaï. Traductrice de Lope de Vega, Fuente Ovejuna, et de Bernal Diaz del Castillo, l'Histoire de la Conquête du Mexique, publiés aux éditions des Libraires de France, elle traduit également Cervantes, dont elle publie La Danse du Château, un ouvrage-coffret illustré par le graveur Louis Chavignier et Alberto Giacometti. Elle a également publié des critiques de films dans Les Cahiers du cinéma (La Strada de Federico Fellini) et dans la revue Esprit.

## Don Quichotte
En janvier 1966, Dominique Aubier publie Don Quichotte prophète d'Israël chez Robert Laffont. Selon l'écrivain, Don Quichotte assume le quatrième niveau de compréhension de la tradition sacrée hébraïque (Pardès). Dans ses livres, Dominique Aubier donne de nombreux exemples de mots qui, selon elle, lus selon les techniques propres à la mystique juive, révéleraient leur double entrée linguistique[réf. souhaitée]. Pour elle, le judaïsme de Cervantès ne fait aucun doute. L'auteur du Quichotte se serait trouvé en position de sauvegarder et de synthétiser les enseignements de la pensée hébraïque au moment où celle-ci était menacée par l'Inquisition .
Aucun auteur n'a repris la thèse centrale de Dominique Aubier selon laquelle le Quichotte serait un livre ésotérique codé prolongeant la Kabbale. En soutenant sa thèse, Dominique Aubier est la première à évoquer la présence de l'hébreu et des traditions juives dans Don Quichotte (dont la Kabbale). Cette dernière hypothèse demeure marginale dans le champ des études sur Don Quichotte. Mais elle a été soutenue par quelques auteurs à la marge de celui-ci : ainsi Ruth Reichelberg, professeur de littérature comparée à l'université Bar-Ilan, qui pense que Cervantès a introduit des éléments de la Kabbale dans son texte, Abraham Haïm ou Bernardo Baruch (un avocat costaricien) qui soutiennent l'idée que Cervantès serait un marrane qui a introduit des éléments de la tradition juive et de la Kabbale dans le Quichotte.
La lecture de Dominique Aubier de Quichotte a été rejetée par les spécialistes de Cervantès dès sa parution. Elle a même été considérée par certains[Qui ?] comme un canular. Jean Canavaggio (professeur émérite à l'université de Paris X), dont les travaux font référence dans le monde de l'étude cervantienne, rejette ces thèses rattachant Cervantès à la pensée hébraïque. Il écrit ainsi : « Même s'il a existé au temps de Cervantès des foyers de crypto-judaïsme, Cervantès n'y a pas été mêlé ». Selon Ruth Fine (en), professeure à l'université hébraïque de Jérusalem, aucun des textes de la tradition ésotérique juive n'aurait été accessible à l'époque de Cervantès. Cette universitaire estime qu'il est impossible à Cervantès de connaître la Kabbale et la tradition ésotérique qui l'entoure. Elle a également mené une analyse onomastique systématique entre le Quichotte, la bible hébraïque et les versions catholiques disponibles au temps de Cervantès : cette analyse fait apparaître que Cervantès aurait eu recours à la vulgate dans sa version tridentine, et qu'il serait improbable que Cervantès ait utilisé une version hébraïque.
Dominique Aubier étudie aussi les fondations bibliques et la Kabbale dans trois autres livres : Le Cas Juif, L'Urgence du Sabbat et le Principe du langage ou l'Alphabet hébraïque, publiés aux éditions du Mont-Blanc. En 1979, l'auteur publie La Mission Juive, Réponse à Hitler, une étude de la circoncision et de la Shoah et La Synthèse des Sciences ou l'hébreu en Gloire mettant en dialogue les sciences avec les connaissances kabbalistiques.

## Films

### Après la tempête
Elle est la protagoniste principale du documentaire Après la tempête, portrait d’une femme extraordinaire de Joële van Effenterre et sorti en 2001. Joële van Effenterre interroge Dominique Aubier après la tempête de Noël 1999. D. Aubier y présente ses réflexions sur le sens des événements, le sens de nos vies, le sens des catastrophes naturelles qui ne cessent de s'accumuler. Elle y parle notamment de « l'intention du vent ».
Les opinions seront partagées à la sortie du film. Jacques Morice, de l'hebdomadaire Télérama, considère que « Ce pourrait être ridicule (ça l'est d'ailleurs parfois), mais c'est souvent, et contre toute attente, assez passionnant. Des éclairs de poésie, des idées fulgurantes traversent ce discours discutable mais cohérent ». Une critique publiée dans le quotidien Le Figaro du 11 avril 2001 est plutôt enthousiaste : « Dominique Aubier, soixante-dix-huit ans, spécialiste de la Kabbale et de Don Quichotte, commente les évènements de notre époque à la lumière de son savoir. Captivant. ». À l'inverse, Jacques Mandelbaum du quotidien Le Monde reste dubitatif : « […] le film enregistre une heure et quelque vingt minutes de ce discours-fleuve, sans envisager une seconde qu'il pourrait être sinon contredit, du moins discuté. ». Didier Peron, dans le quotidien Libération, y voit pour sa part un cas de démence. Il écrit : « On ne sait trop quel cagnard lui a cogné sur le cockpit mais il est clair que madame Aubier a disjoncté un jour et qu'elle a perdu le sens commun ».

### Films de télévision
- Toro Film de  Gilbert Bovay, 45 minutes, TSR Télévision suisse romande[réf. souhaitée], 1967.  On y trouve le portrait de Manolete[16], le rite de la corrida, l’encierro, le mythe et  la métaphysique de la corrida.
- El Secreto de Don Quixote, film documentaire d'Alberto Martínez Flechoso et Raúl Fernández Rincón, Luca-films, Madrid 2005[17]. Il traite du codage kabbalistique de Don Quichotte, avec Dominique Aubier. Le film a été diffusé à la télévision espagnole sur TVE en 2006[18].

## Œuvres

### Œuvres de jeunesse
- Contes de verte foi, Le bateau ivre, 1946

#### Romans, aux éditions du Seuil
- Le Maître-Jour, 1952
- Vive ce qu’on raconte, 1954
- La Nourriture du feu, 1954
- Le Pas du fou, 1955
- La Reïna, 1956
- Le Détour des choses, 1961

#### Essais
- Espagne, Paris, Le Seuil, coll. « Microcosme Petite planète » (en collaboration avec Manuel Tunon de Lara).
- España, Buenos Aires, Compañia general Fabril Editora
- Guerre à la tristesse, photos Inge Morath, couverture originale de Pablo Picasso, Paris, Delpire, 1955
- Séville en fête, 140 photos de Brassaï, présentation d'Henry de Montherlant, Paris, Delpire
- Fiesta in Sevilla, Londres, Thames and Hudson
- Sur la route du Cid, photographies de Jean Mounicq, Paris, Le Club des libraires de France, 1960
- Fiesta Brava, photos de Català Roca, Roma, Luciano Landi
- Il segretto di Pulcinella (sous le pseudonyme d'Andrea Mascara), photographies Vittorugo Contino, accompagné d'enregistrements sonores sur disque RCA, Rome, Luciano Landi, 1961
- La Duchesse d'Albe, éd. Del Duca , coll. « Les femmes célèbres de l'histoire », 1961
- Hans Hartung, Paris, Georges Fall, 1961
- Anna-Eva Bergman, Paris, Georges Fall, 1964
- Deux Secrets pour une Espagne, éd. Benjamin Arthaud, 1964 ; rééd. Qorban

#### Traductions
- Au Club des Libraires de France :
  - Bernal Díaz del Castillo, La Conquête du Mexique
  - Cervantès, Le Retable des Merveilles
- Aux Éditions Les Impénitents :
  - Cervantès, La Danse du Château (coffret avec burins de Louis Chavignier, frontispice de Alberto Giacometti)
- Aux Éditions de l’Arche :
  - Lope de Vega, Fuente Ovejuna
- Aux Éditions Longanesi, Milan, 1961 Traduction en italien du texte de Sonali Gupta Senroy, Altro Mondo

### L'exégèse de Don Quichotte
1. Don Quichotte, prophète d'Israël, Paris, Robert Laffont, 1966 ; rééd. Ivréa, 2013
2. Don Quichotte, le prodigieux secours du Messie-qui-meurt, M.L Labiste (MLL), 1997
3. Don Quichotte, la révélation messianique du code de la Bible et de la vie, MLL, 1999
4. Don Quichotte, la réaffirmation messianique du Coran, MLL, 2001
5. Victoire pour Don Quichotte, MLL, 2015 (ouvrage posthume)

### Œuvres ultérieures
- Le Cas juif, éd. Mont-Blanc, 1968
- L’Urgence du Sabbat, éd. Mont-Blanc, 1969
- Le Principe du langage ou l’Alphabet hébraïque, éd. Mont-Blanc, 1970
- Don Quijote, Profeta y Cabalista, Barcelone, Ediciones Obelisco
- La Synthèse des sciences, ou l’Hébreu en gloire, éd. Qorban, 1973
- Réponse à Hitler, La circoncision, Le Qorban, 1979
- Réponse à Hitler, la mission juive, éd. Qorban. 1979
- Catalina, ou la bonaventure dite aux Français, éd. Courrier du Livre, 1982
- Le Traité de la connaissance ou la Kabbale retrouvée, éditions universitaires. 1985
- Le Secret des secrets (introduction à la Face cachée du cerveau)
- Le Bienfaiteur sublime, Séveyrat, 1986
- La Face cachée du cerveau, éditions Séveyrat, 1989 ; rééd. Dervy, 1992
- Le moteur immobile, éditions Séveyrat, 1989
- Le Réel au pouvoir, éd. Dervy, 1993
- Tir de voyance sur Mururoa, appel aux femmes, lettre ouverte à Jacques Chirac. M.L Labiste, 1995
- L’Ordre cosmique
- La Puissance de voir selon le Tch’an et le Zen
- Lire sa vie et décrocher sa timbale de destin. M.L Labiste, 1999
- Ces désastres qu’on nous fabrique, en collaboration avec Marc-Laurent Turpin. MLL, 2001
- Le Pouvoir de la rose
- La haute Kabbale de l'éternité, MLL, 2005
- La 23e lettre de l'Alphabet hébreu. MLL, 2005
- Bolliyoud, le Cinéma indien
- L'Alzheimer, étiologie établie d'urgence sous regard kabbalistique. Éditions du Pel, 2008